# 인헤르토
인헤르토(스페인어: injerto, 학명: Pouteria viridis 포우테리아 비리디스[*])는 사포테과의 과일 나무이다. 열매는 사포테라 불리는 과일의 하나로, 인헤르토사포테(스페인어: zapote injerto 사포테 인헤르토[*])나 초록사포테(스페인어: zapote verde 사포테 베르데[*]) 등의 이름으로도 알려져 있다. 원산지는 과테말라, 니카라과, 멕시코, 엘살바도르, 온두라스, 코스타리카 등 북·중미 지역이다.

## 사진

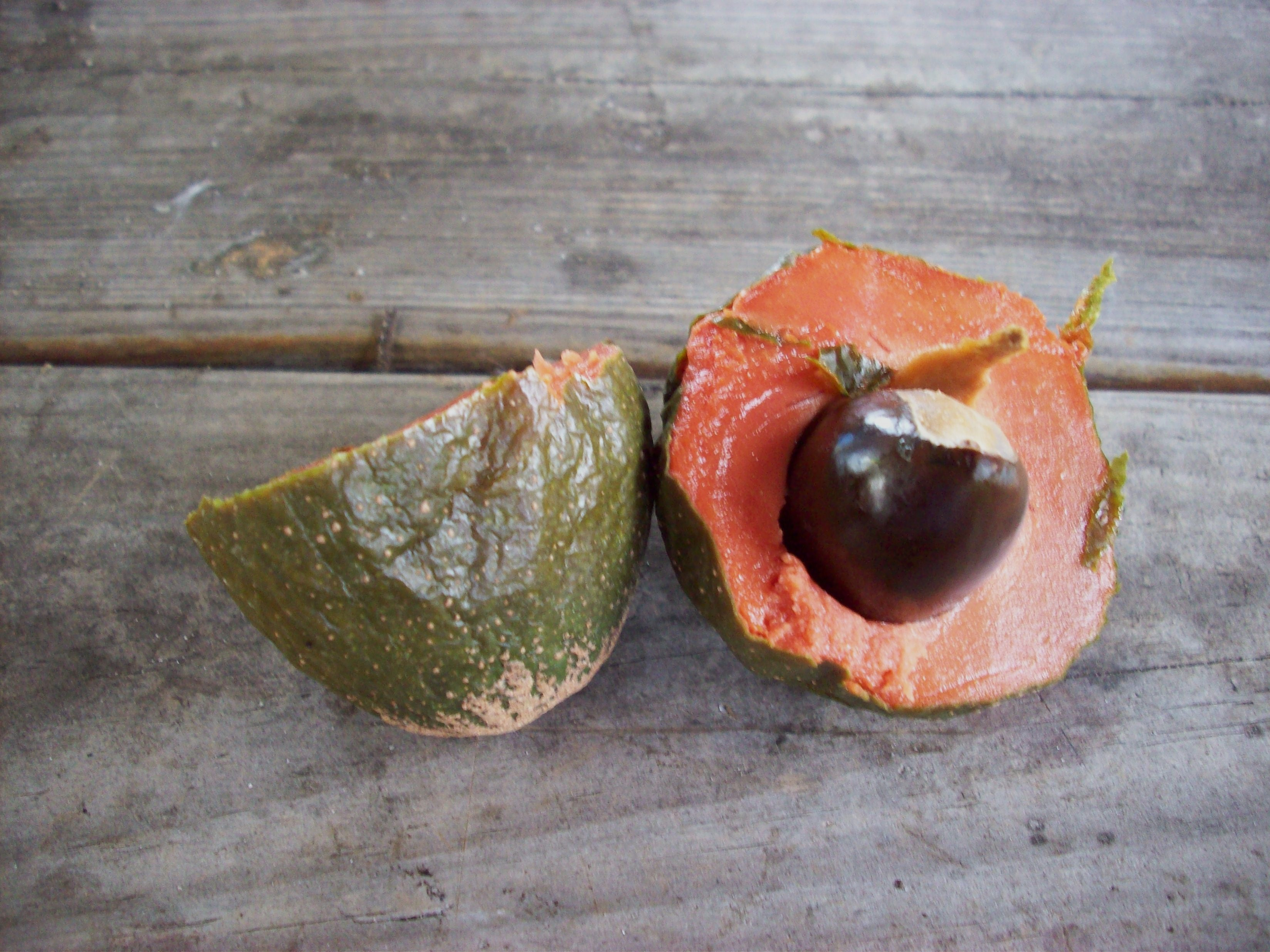
열매와 씨